# Bombylius pauli
Bombylius pauli är en tvåvingeart som beskrevs av Zaitzev 2003. Bombylius pauli ingår i släktet Bombylius och familjen svävflugor.
Artens utbredningsområde är Marocko. Inga underarter finns listade i Catalogue of Life.